# Katapur (Umli), Gangawati
Katapur (Umli) là một làng thuộc tehsil Gangawati, huyện Koppal, bang Karnataka, Ấn Độ.